# Gray Ray & The Chain Gang Tour Live in Tokyo 2012
『Gray Ray & The Chain Gang Tour Live in Tokyo 2012』（グレイ レイ アンド ザ チェイン ギャング ツアー ライブ イン 東京 2012）は、日本のミュージシャン奥田民生の2枚目のライブ・アルバム。2012年3月28日発売。発売元はKi/oon Records。

## 解説
- 全国ツアー「okuda tamio tour 2011-2012 〜おとしのレイら〜」東京4公演で当日のライブ音源をCD化、即日販売されたライブアルバムから厳選された楽曲を新たにスタジオにてマスタリングし直して収録。ライブ会場で販売されたアルバムには未収録だったアンコールの楽曲も収録されている。
- ツアーのテーマがベースの小原礼の還暦祝いだったため、アートワークは赤で統一されている[1]。2004年のシングル「サウンド・オブ・ミュージック」以降、奥田の発売したCDは全て、レーベル面が無色（銀色）だったが、本作では赤地のレーベルが採用されている。

## 収録曲
| #   | タイトル                                                | 作詞     | 作曲     | 時間 |
| --- | ------------------------------------------------------- | -------- | -------- | ---- |
| 1.  | 「ギブミークッキー」(2012.1.31 渋谷公会堂)              | 奥田民生 | 奥田民生 | 4:27 |
| 2.  | 「ルート2」(2012.1.31 渋谷公会堂)                       | 奥田民生 | 奥田民生 | 5:23 |
| 3.  | 「わかります」(2012.1.31 渋谷公会堂)                    | 奥田民生 | 奥田民生 | 4:18 |
| 4.  | 「何と言う」(2012.1.7 府中の森芸術劇場)                 | 奥田民生 | 奥田民生 | 4:05 |
| 5.  | 「フロンティアのパイオニア」(2012.1.7 府中の森芸術劇場) | 奥田民生 | 奥田民生 | 3:59 |
| 6.  | 「ロボッチ」(2012.1.31 渋谷公会堂)                      | 奥田民生 | 奥田民生 | 4:54 |
| 7.  | 「かたちごっこ」(2012.1.11 NHKホール)                   | 奥田民生 | 奥田民生 | 4:27 |
| 8.  | 「ダンス・ハ・スンダ」(2012.1.12 NHKホール)             | 松山猛   | 加藤和彦 | 3:36 |
| 9.  | 「手紙」(2012.1.31 渋谷公会堂)                          | 奥田民生 | 奥田民生 | 8:05 |
| 10. | 「MANY」(2012.1.12 NHKホール)                           | 奥田民生 | 奥田民生 | 5:10 |
| 11. | 「最後のニュース」(2012.1.31 渋谷公会堂)                | 井上陽水 | 井上陽水 | 5:15 |
| 12. | 「解体ショー」(2012.1.7 府中の森芸術劇場)               | 奥田民生 | 奥田民生 | 5:03 |
| 13. | 「明日はどうだ」(2012.1.12 NHKホール)                   | 奥田民生 | 奥田民生 | 5:37 |
| 14. | 「拳を天につき上げろ」(2012.1.12 NHKホール)             | 奥田民生 | 奥田民生 | 4:20 |
| 15. | 「近未来」(2012.1.12 NHKホール)                         | 奥田民生 | 奥田民生 | 5:01 |
| 16. | 「さすらい」(2012.1.31 渋谷公会堂)                      | 奥田民生 | 奥田民生 | 4:10 |

## 参加ミュージシャン
- 奥田民生 - ボーカル、ギター
- 小原礼 - ベース、ハーモニー
- 斎藤有太 - キーボード、ハーモニー
- 湊雅史 - ドラムス